# 15
15 (XV) je bilo navadno leto, ki se je po julijanskem koledarju začelo na torek.

## Dogodki
- rimski cesar Tiberij odredi izgradnjo Emone na mestu današnje Ljubljane
- ustanovljeno Adiabensko kraljestvo, ukinjeno leta 116

## Rojstva
- 24. september - Vitelij, 8. cesar Rimskega cesarstva († 69)